# Wapen van De Bovenvecht
Het wapen van De Bovenvecht was het wapen van het Nederlandse waterschap De Bovenvecht. Het wapen was in gebruik vanaf 1911 tot de opheffing van het waterschap in 1991, dat jaar ging het waterschap op in De Vechtlanden. Het wapen kwam ook grotendeels terug in het wapen van De Vechtlanden.

## Blazoenering
De blazoenering van het wapen luidt als volgt:
In tegenhermelijn een tot de bovenrand van het schild reikende ingebogen punt van keel, beladen met een golvende dwarsbalk van zilver, waaroverheen een paalsgewijs geplaatst middeleeuws zwaard van hetzelfde, het handvat van goud. Het schild gedekt met een gouden kroon van drie bladeren en twee paarlen.
Het schild is van tegenhermelijn (zwart met zilveren staartjes). Uit de schildvoet komt een rode punt, daarover een zilveren golvende dwarsbalk. Op deze dwarsbalk een middeleeuws zwaard met gouden handvat, de punt naar bovengericht. Het schild wordt gedekt door een gravenkroon.

## Symboliek
Voor de symboliek van het wapen kan de volgende verklaring worden gebruikt:

Het wapen toont de geschiedenis van het gebied waar het waterschap Bovenvecht het beheer over had. Het veld is van tegenhermelijn en staat symbool voor het witte wollegras op de donkere ondergrond van een moeras. De rode punt is bloed dat in 1227 tijdens de Slag bij Ane vloeide over het lokale moeras. In 1227 voerden Overstichtse boeren een gewelddadige opstand uit tegen bisschop Otto II. Tijdens de gevechten hebben zij hem en zijn geharnaste ridders in het moeras gelokt waardoor zij minder goed konden bewegen en hen daarna gedood. Het tapse toelopen is een verwijzing naar het leger van Otto II dat in het moeras verslagen werd. Over het bloed heen stroomt de Bovenvecht. 